# Talk to Me (film)
Pour les articles homonymes, voir Talk to Me.
Pour plus de détails, voir Fiche technique et Distribution.
Talk to Me est un film américain réalisé par Kasi Lemmons, sorti en 2007.

## Synopsis
Il s'agit de l'histoire d'un disc-jockey très populaire de Washington des années 60, Ralph « Petey » Greene, un Afro -Américain et ancien prisonnier qui devint une figure emblématique des droits communs dans les années 60 à travers ses programmes radios qui traitaient principalement du racisme, de la pauvreté, de la drogue et d'autres problèmes de la société américaine. Le film retrace la période allant de 1966, année de l'entrée professionnelle de Petey au WOL (une station locale de radio de Washington), à 1984, l'année de sa mort (Petey décéda d'un cancer du foie le 10 janvier 1984).

## Fiche technique
- Titre : Talk to Me
- Réalisation : Kasi Lemmons
- Scénario : Michael Genet et Rick Famuyiwa
- Photographie : Stéphane Fontaine
- Musique : Terence Blanchard
- Pays d'origine : États-Unis
- Genre : biographie
- Durée : 118 minutes
- Date de sortie : 2007

## Distribution
- Don Cheadle : Petey Greene
- Chiwetel Ejiofor : Dewey Hughes
- Mike Epps : Milo Hughes
- Peter MacNeill : Warden Cecil Smithers
- Taraji P. Henson : Vernell Watson
- Cedric the Entertainer : 'Nighthawk' Bob Terry
- Martin Sheen : E.G. Sonderling
- Vondie Curtis-Hall : Sunny Jim Kelsey
- Alison Sealy-Smith : Freda
- Robert J. Tavenor : ingénieur